# Toni Velasco
Toni Velasco (31 de diciembre de 1978 en Madrid) es un exjugador de fútbol americano en el equipo de Osos de Madrid (Rivas-Vaciamadrid) perteneciente a la Liga Nacional de Fútbol Americano (LNFA). Jugaba en la posición de quarterback con el dorsal número 8.
Ha sido internacional con la selección española absoluta, jugando la fase final del Campeonato de Europa de Fútbol Americano de 2004.
Se retiró de la práctica activa del deporte al final de la edición de 2010 de la Liga Nacional de Fútbol Americano